# デジタルダッシュボード
デジタルダッシュボード（英: Digital dashboard）は、企業のビジネスの状態を視覚化し確認できるようにする経営者向けのビジネス管理ツールの一種である。企業ダッシュボード、経営ダッシュボードとも。自動車のダッシュボードが、自動車の状態をひと目で把握できるようになっているところから命名された。企業内の各種ビジネスデータから重要な要点を抽出してひと目で分かるように視覚化したものであり、ビジネス状況の要約、問題点、次のステップが把握できる。

## 種類
自動車の計器盤のメタファーであり、経営者にビジネスを操縦するのに必要な情報を提供するものと言える。目的に応じて見た目をカスタマイズ可能であり、赤/緑/黄のランプ、警報マーク、ドリルダウン表示、サマリ表示、棒グラフ、円グラフ、折れ線グラフ、計器表示などを組み合わせて使う。デジタルダッシュボードの表示は一種類ではなく、特定の気になる部分をドリルダウンして、詳細を表示していく機能も持つことが多い。
市場にある主なデジタルダッシュボードは3種類に分けられる。スタンドアロン型のソフトウェアアプリケーションと、ウェブブラウザに基づくアプリケーションと、ウィジェットエンジンをベースとしたアプリケーションである。
企業に特化したダッシュボードは、その企業のあらゆる機能を集約したものとなる。例えば、人事、販売、経営、保安、情報技術、プロジェクトマネジメント、CRM などや、さらには各部門固有のダッシュボードなどである。具体的なダッシュボードのスクリーンショットは The Dashboard Spy（デジタルダッシュボードに関するブログ）に多数ある。
デジタルダッシュボードをプロジェクトとして実現するには、各事業部門が中心となり、IT部門の協力を得て実施することが多い。その成功は監視すべき情報の選別に依存する。重要業績評価指標 (KPI)、バランスト・スコアカード、販売実績などがデジタルダッシュボードとして適切な内容の一部とされる。

## 歴史
歴史的には、デジタルダッシュボードの考え方は1970年代の意思決定支援システムの研究に端を発している。1990年代後半、World Wide Webの興隆と共に今日見られるようなデジタルダッシュボードが登場してきた。今日では、既製のデジタルダッシュボード製品をカスタマイズして使うのが一般的だが、一部企業は独自に内部開発している。例えば、GE Aviation は航空機の予備部品市場の動向を監視するため、Digital Cockpit と呼ぶ独自のソフトウェア/ポータルを開発した。
日本では、さまざまなダッシュボードが開発・運用されている。最近では、株式会社オオサワ・ビジネス・コンサルティング の「e-scorecard」が中小企業向けクラウド式のダッシュボードである。

## 利点
多くの組織は様々な部門から構成され、各部門が全体の成功に貢献している。従って、各部門の状況を把握することは重要である。デジタルダッシュボードは、それを可能にするシステムと言える。組織が全体としてどの程度うまく運営されているかを示すため、デジタルダッシュボードは各部門の特定のデータを集め、その運営状況のスナップショットを提供する。
デジタルダッシュボードを利用することの利点は次の通り。
- 効率を視覚化して提示
- 二重のデータ入力を排除
- マイナスの傾向も正しく把握
- 新たな傾向を示す詳細レポートを生成